# Sextilla alterna
La sextilla alterna, en métrica, es una estrofa de seis versos de arte menor. Se trata de una sextilla en la que los versos pares riman entre sí y los impares entre ellos, sin dejar versos libres.